# 克里斯托弗·罗伯特·希尔
克里斯托弗·罗伯特·希尔（Christopher Robert Hill，1952年8月10日—），美国外交官，於2005年至2009年間曾任美国国务院東亞暨太平洋事務助理國務卿。

## 生平
希尔生于罗得岛州，毕业于缅因州的鲍登学院，获得经济学学士学位。他曾志愿参加和平队，在喀麦隆工作过一段时间。加入国务院后，希尔长期供职于东欧，曾在贝尔格莱德、华沙、汉城和地拉那任职。他曾担任美国众议员斯蒂芬·索拉茨东欧问题高级助理。1994年，他在美国海军战争学院获得硕士学位。他曾协助理查德·霍布魯克参加岱顿和平談判，曾先后因在调停波黑内战和科索沃危机方面的杰出贡献而获得嘉奖。
1996年，希尔被任命为美国驻马其顿大使，1998年兼任科索沃问题特使。2000年调任驻波兰大使。2004年出任驻韩国大使。2005年2月14日，希尔出任朝核六方会谈美国代表团团长。同年4月8日任东亚和太平洋事务助理国务卿。